# Ecknach (Fluss)
Die Ecknach ist ein kleiner Fluss im Landkreis Aichach-Friedberg (Schwaben, Bayern).
Die Ecknach entspringt westlich von Adelzhausen bei Zieglbach, Landmannsdorf und Burgadelzhausen. Sie fließt zuerst nach Osten durch Adelzhausen und dann nach Norden durch Irschenhofen, Tödtenried, Maria Birnbaum, Sielenbach, Blumenthal, Klingen, Ecknach und fließt dann in Aichach in die Paar.

## Name
Die Ecknach wird ca. 784 als Ecchinaha erstmals urkundlich genannt. Der Name ist eine Komposition aus dem Genitiv des ahd. Personennamens Echo/*Eccho und dem Hydronym -aha.

## Zuflüsse
- Adelzhauser Bach (rechts) – aus Süden, Einmündung südwestlich von Adelzhausen
- Ziegelbacher Graben (links) – aus Westen, durchfließt Adelzhausen, Einmündung östlich von Adelzhausen
- Rametsrieder Bach (rechts) – aus Osten, Einmündung östlich von Irschenhofen
- Kabisbach (links) – aus Westen, aus Tattenhausen und Rieden, Einmündung zwischen Irschenhofen und Tödtenried
- Schröttenlohgraben (rechts) – aus Osten, durchfließt Tödtenried, Einmündung westlich von Tödtenried
- Iglbach (links) – aus Westen, Einmündung südöstlich von Schafhausen
- Siele (rechts) – aus Südosten, durchfließt Sielenbach, Einmündung in Sielenbach
- Weiherbach (rechts) – aus Osten, durchfließt Sielenbach, Einmündung westlich von Sielenbach
- Moosbach (links) – aus Süden, Einmündung westlich von Sielenbach
- Röckerszeller Bach (links) – aus Westen, durchfließt Röckerszell, Einmündung östlich von Andersbach
- Moosgraben (rechts) – aus Südosten, Einmündung östlich von Andersbach
- Mühlbach (links) – aus Süden, fließt parallel zur Ecknach, Einmündung östlich von Blumenthal
- Mauerbachergraben (rechts) – aus Osten, durchfließt Klingen, Einmündung am westlichen Ortsrand von Klingen